# Fontaine de Neptune (Berlin)
 (janvier 2021).
La mise en forme du texte ne suit pas les recommandations de Wikipédia : il faut le « wikifier ».
Les points d'amélioration suivants sont les cas les plus fréquents. Le détail des points à revoir est peut-être précisé sur la page de discussion.
- Les titres sont pré-formatés par le logiciel. Ils ne sont ni en capitales, ni en gras.
- Le texte ne doit pas être écrit en capitales (les noms de famille non plus), ni en gras, ni en italique, ni en « petit »…
- Le gras n'est utilisé que pour surligner le titre de l'article dans l'introduction, une seule fois.
- L'italique est rarement utilisé : mots en langue étrangère, titres d'œuvres, noms de bateaux, etc.
- Les citations ne sont pas en italique mais en corps de texte normal. Elles sont entourées par des guillemets français : « et ».
- Les listes à puces sont à éviter, des paragraphes rédigés étant largement préférés. Les tableaux sont à réserver à la présentation de données structurées (résultats, etc.).
- Les appels de note de bas de page (petits chiffres en exposant, introduits par l'outil «  Source ») sont à placer entre la fin de phrase et le point final[comme ça].
- Les liens internes (vers d'autres articles de Wikipédia) sont à choisir avec parcimonie. Créez des liens vers des articles approfondissant le sujet. Les termes génériques sans rapport avec le sujet sont à éviter, ainsi que les répétitions de liens vers un même terme.
- Les liens externes sont à placer uniquement dans une section « Liens externes », à la fin de l'article. Ces liens sont à choisir avec parcimonie suivant les règles définies. Si un lien sert de source à l'article, son insertion dans le texte est à faire par les notes de bas de page.
- La présentation des références doit suivre les conventions bibliographiques. Il est recommandé d'utiliser les modèles {{Ouvrage}}, {{Chapitre}}, {{Article}}, {{Lien web}} et/ou {{Bibliographie}}. Le mode d'édition visuel peut mettre en forme automatiquement les références.
- Insérer une infobox (cadre d'informations à droite) n'est pas obligatoire pour parachever la mise en page.

Pour une aide détaillée, merci de consulter Aide:Wikification.
Si vous pensez que ces points ont été résolus, vous pouvez retirer ce bandeau et améliorer la mise en forme d'un autre article.
Pour les articles homonymes, voir Fontaine de Neptune.
La fontaine de Neptune, fontaine du château, ou plus rarement fontaine Begas (en allemand Neptunbrunnen, Schloßbrunnen, Begasbrunnen) est un monument de Berlin-Mitte. Construite entre 1888 et 1891 dans le style néo-baroque par Reinhold Begas sur la Schloßplatz, elle a été enlevée après la démolition du château de Berlin en 1951, et, lorsque le centre historique de Berlin (de)-Est a été repensé en 1969, elle a été installée dans le parc de la Fernsehturm (de), entre le Rotes Rathaus et la Marienkirche. 
La fontaine de Neptune, composée d'un bassin quadrilobé en granite et de cinq figures allégorique en bronze, est la plus grande et la plus importante fontaine de la ville. Dans le cadre de la reconstruction du château de Berlin (de) en tant que Forum Humboldt, le retour de la fontaine sur la Schloßplatz est en discussion.

## Histoire

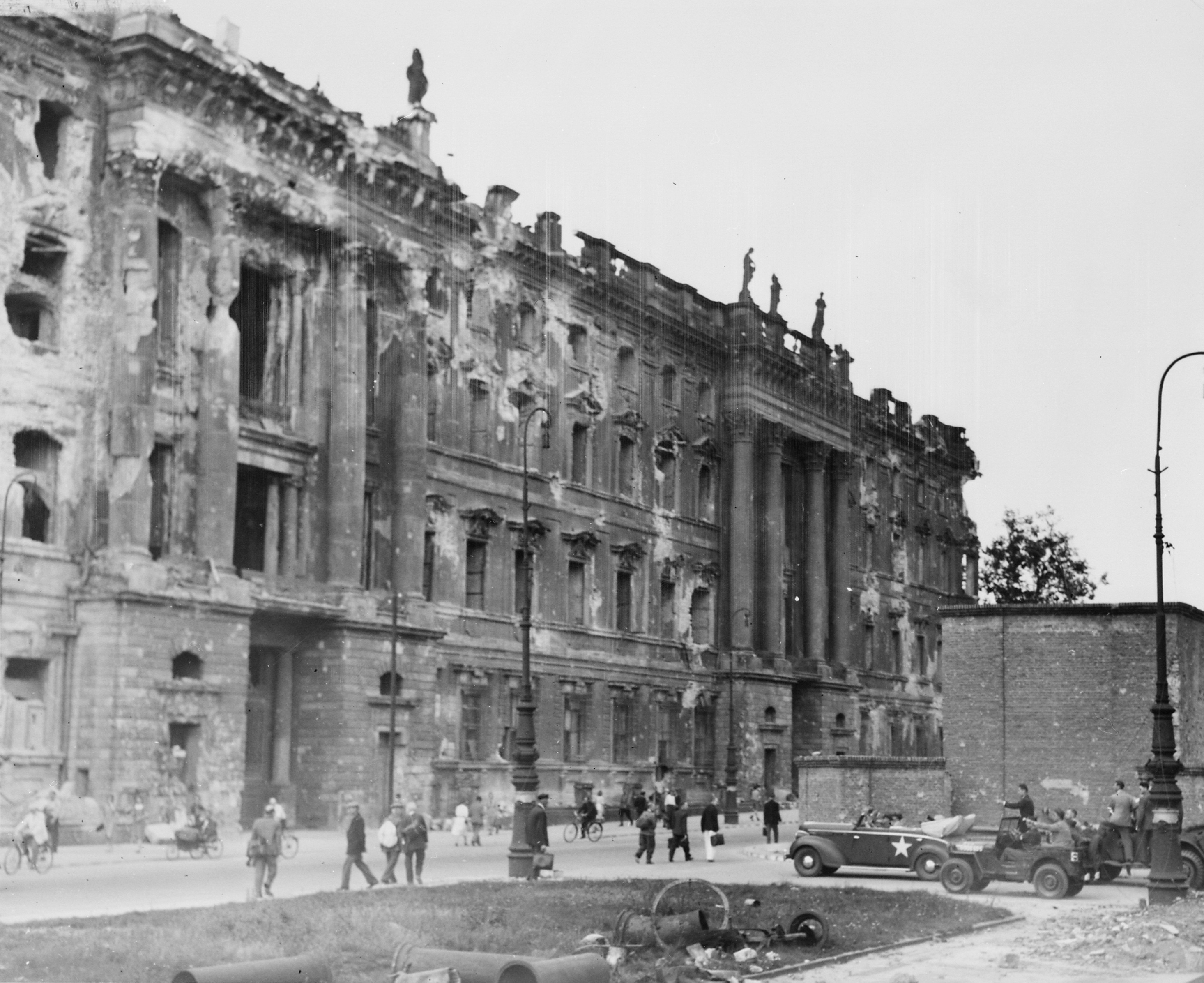
Vue des ruines du château de Berlin lors d'une visite du président Truman, 1945 : la fontaine est visible à droite, encore protégée par son massif de maçonnerie.

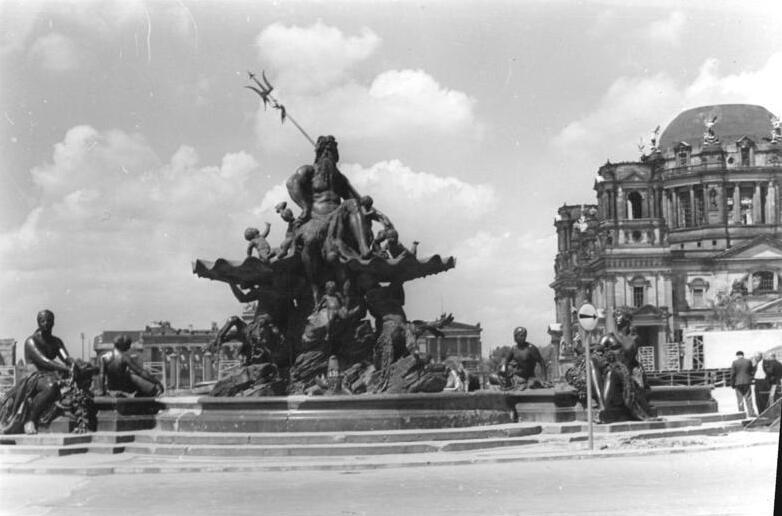
Vue après le dynamitage du château, en 1951.

Sa construction remonte à une suggestion de Karl Friedrich Schinkel de construire une fontaine monumentale sur la Schloßplatz en face du débouché de la Breite Straße (de). Le jeune Reinhold Begas a repris cette idée après un voyage en Italie. D'après des modèles baroques italiens et français, notamment la fontaine de Neptune, la fontaine des Quatre-Fleuves et la fontaine du Maure sur la Piazza Navona à Rome et le bassin de Latone dans les jardins du château de Versailles, il conçoit plusieurs versions dans les années 1870 : la dernière est réalisée de 1888 à 1891 et offerte en cadeau par la magistrature de Berlin à l'empereur Guillaume II. La fontaine du château est inaugurée le 1er novembre 1891. L'emplacement devant le portail du château servait à l'origine d'Omphalos, à partir de laquelle le mile prussien (de) a été mesuré.
Begas est devenu célèbre pour cette œuvre, qui est l'une des plus grandes fontaines artistiques du monde. Il a été aidé dans sa réalisation par son frère Karl Begas (1845-1916) et ses élèves les sculpteurs Karl Albert Bergmeier (de) (1856-1897), Karl Bernewitz (de) (1858-1934) et Johann Götz (1865-1934).

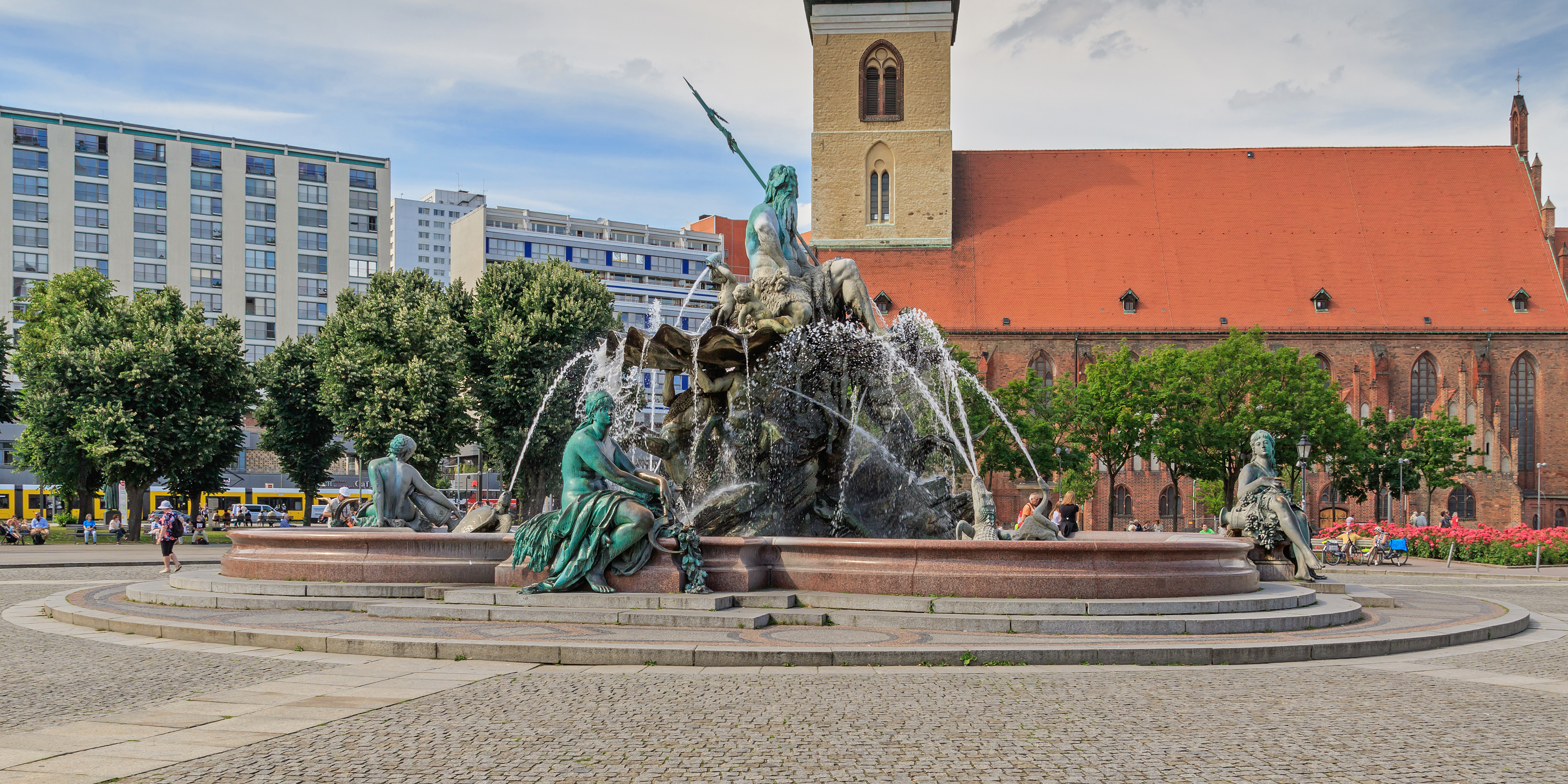
Vue générale de la fontaine de nos jours, devant la Marienkirche.

La fontaine, protégée par une maçonnerie en 1942, a survécu indemne à la Seconde Guerre mondiale. Après sa remise au jour en 1946, des voleurs de métaux non-ferreux ont endommagé les personnages. Après le dynamitage du château, qui a causé d'autres dommages à la fontaine, les personnages ont été entreposés en 1951 et le bassin en marbre suédois rouge poli, qui avait précédemment servi de miroir, a été détruit. En 1969, la fontaine a été déplacée entre la Marienkirche et le Rothes Rathaus, au parc de la Fernsehturm (de), construit à la place du Marienviertel (de) détruit pendant la Seconde Guerre mondiale. Auparavant, le sculpteur Hans Füssel et la fonderie d'art et de cloches Lauchhammer (de) avaient restauré les figures en 1967. Le nouveau bassin de la fontaine est fait de granite rouge Jawlensker (de Transbaïkalie), les marches extérieures de granite gris. Après son repositionnement, elle a été appelée « fontaine de Neptune », niant son emplacement historique.

## Description

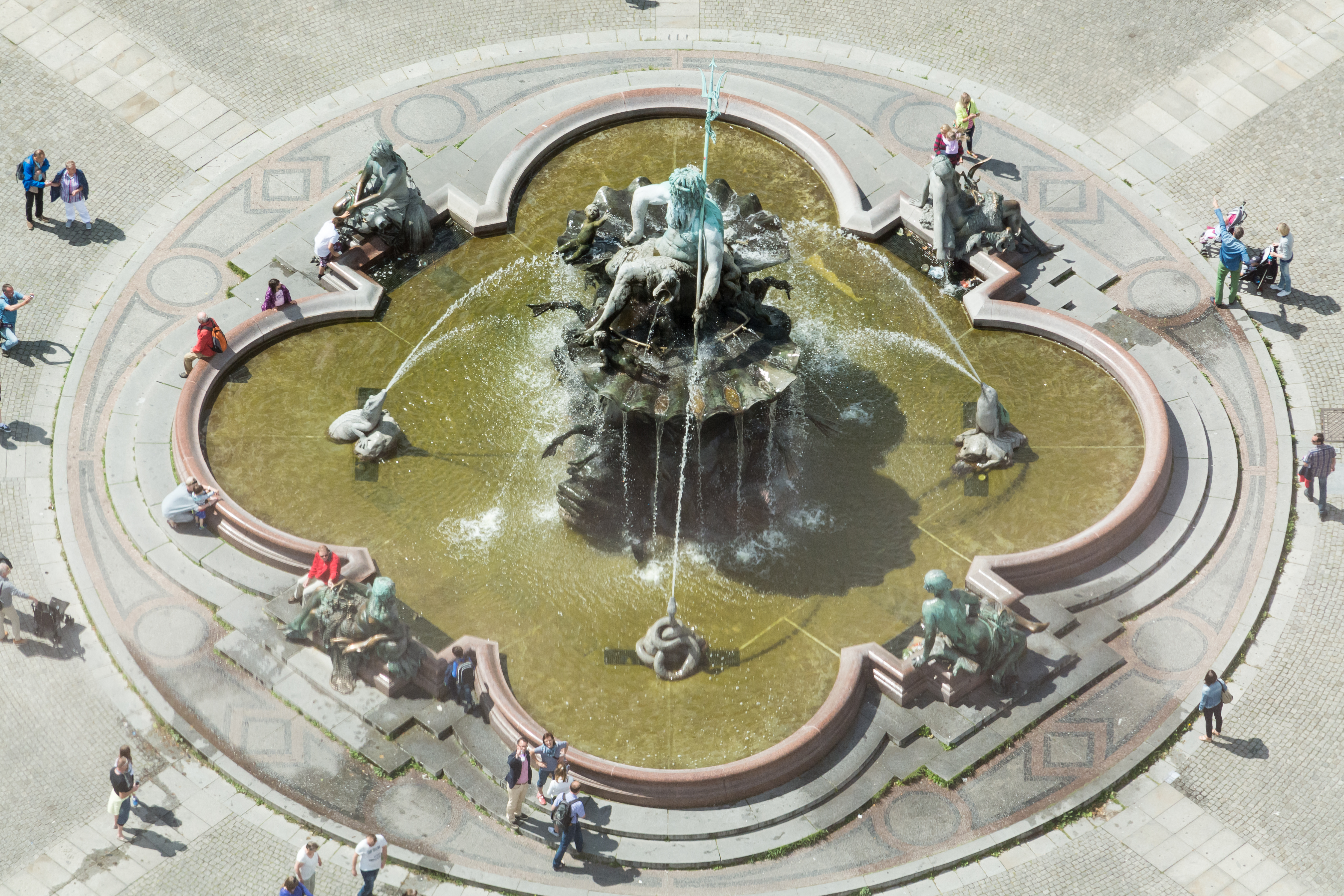
Vue générale depuis les airs.

Le diamètre le plus large du bol de la fontaine à quatre-feuilles est de 18 mètres, il est fait de granit rouge poli. La section médiane jusqu'au sommet de Neptune est de 8,5 mètres de haut et jusqu'au trident 10 mètres. 
Au centre du bol de la fontaine se trouve une base rocheuse, entourée d'animaux marins tels que les homards, les crabes, les poissons et les polypes, ainsi que d'animaux marins et fluviaux crachant de l'eau: tortue de mer, phoque, crocodile et serpent. Les putti jouent avec l'eau, quatre tritons crachent de l'eau et les centaures portent une grosse coquille avec la forme puissante de l'ancien dieu marin romain Neptune. Il jette le signe de sa puissance, le trident gonflé, sur son épaule gauche, son bras droit sur sa cuisse. Quatre animaux aquatiques jaillissent également des fontaines vers le centre de la fontaine. Toutes les figures sont en bronze et mises en valeur par une patine artificielle vert clair.
Allégories
Au bord du bol se trouvent quatre figures féminines, qui représentent la personnification de quatre fleuves allemands, complétés par les caractéristiques des paysages à travers lesquels ils coulent :
- Rhin (résille et raisins),
- Vistule (blocs de bois, symbole des forêts)
- Oder (chèvre et fourrure)
- Elbe (épis de maïs et fruits)

## Discussion sur l'emplacement

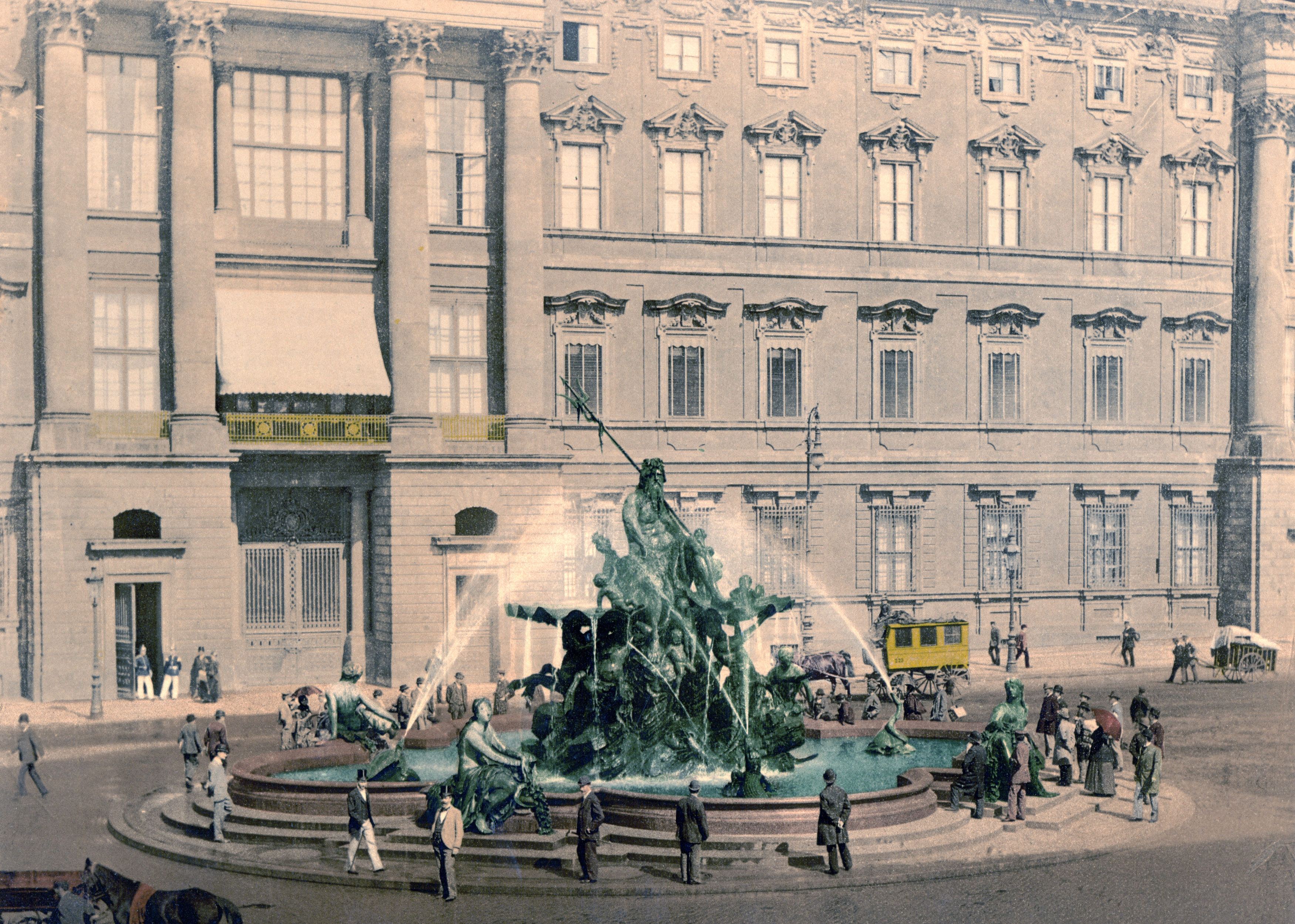
Emplacement d'origine sur la Schloßplatz, derrière le portail du château (photochrome réalisé entre 1890 et 1905).

Dans le cadre de la reconstruction du château de Berlin (de) en tant que Forum Humboldt, il est question de déplacer la fontaine de Neptune à son emplacement d'origine sur la Schlossplatz. Les partisans d'un transfert contestent l'alignement de la fontaine Neptune sur la façade du palais, le milieu de la place du palais et l'axe de la Breite Straße (de). Parmi eux, Wilhelm von Boddien (de) (directeur des Amis du château de Berlin), Stefan Evers (de) (porte-parole du groupe politique CDU), Wolf-Dieter Heilmeyer (de) (ancien directeur de la Collection d'antiquités de Berlin (de)), Klaus von Krosigk (conservateur d'état adjoint a. D.), Bernd Wolfgang Lindemann (de) (historien de l'art), Manfred Rettig (ancien directeur de la Fondation du château de Berlin ), Franco Stella (de) (architecte du Forum Humboldt), l'Association des architectes et ingénieurs de Berlin, le Bürgerforum Berlin, la Société du Berlin historique (de) et la Fondation pour l'avenir de Berlin (de). En novembre 2015, le gouvernement fédéral a débloqué dix millions d'euros pour la relocalisation de la fontaine de Neptune. En mai 2020, le maire de Berlin, Michael Müller (SPD), a accepté le transfert sur la Schloßplatz lorsqu'un remplacement sera disponible à l'emplacement précédent. 
En revanche, les détracteurs d'un transfert contestent la fonction de conception[pas clair] de la fontaine de Neptune sur la place de la mairie. Le Sénat de Berlin rouge-rouge-vert se prononce également en faveur du maintien de la fontaine à son emplacement actuel. Andreas Otto (de), le porte-parole du groupe politique des Verts, suggère alternativement une copie de la fontaine de Neptune sur la Schloßplatz. 
Selon une enquête réalisée par Infratest dimap (de) en mai 2017, 47% des Berlinois (49% à l'échelle nationale) sont favorables au retour de la fontaine de Neptune à son emplacement d'origine sur la Schloßplatz. 37% sont en faveur de l'emplacement actuel sur la Rathausplatz.

## Anecdotes

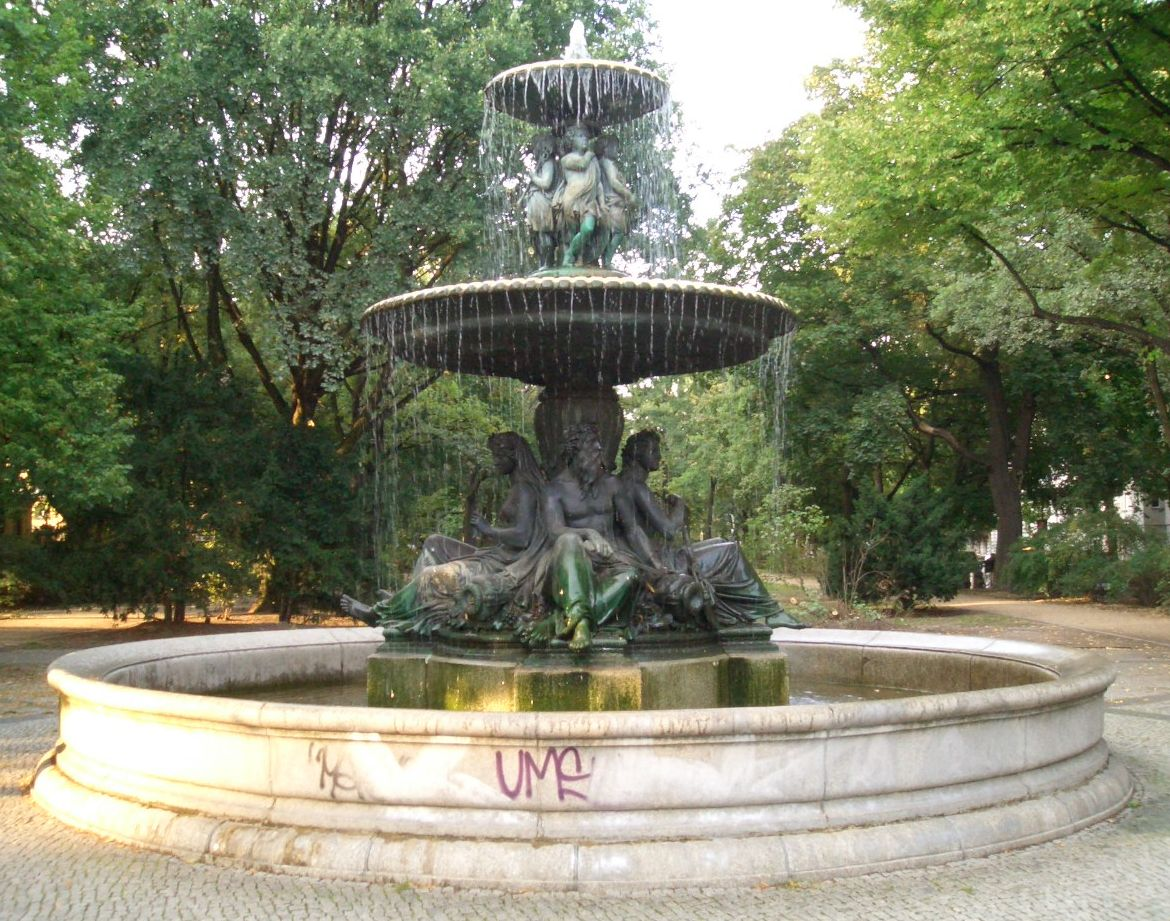
La de Berlin-Kreuzberg.

- Les Berlinois ont d'abord appelé en plaisantant la fontaine For(c)kenbecken, faisant allusion au maire Max von Forckenbeck et à la « fourchette » de Neptune (Forke en allemand).
- En langue vernaculaire de Berlin, les quatre figures féminines sur le bord de la fontaine, qui représentent allégoriquement quatre grands fleuves allemands, seraient les seuls Berlinoises capables de « garder le bord » (en allemand Rand, dialectal pour Mund, la bouche), c'est-à-dire capables de se taire. « Begas, Begas, a fait un vrai miracle, a créé les premières femmes berlinoises qui gardent le bord […][10] ».
- Jusqu'en 2008, il y avait une réplique à l'échelle 1:2 de la fontaine de Neptune à Phantasialand, près de Brühl.
- La fontaine Wrangel (de) de Berlin-Kreuzberg, beaucoup plus petite et construite onze ans plus tôt, incarne les mêmes « courants prussiens ».